# Liste der Bodendenkmale in Storbeck-Frankendorf
Die Liste der Bodendenkmale in Storbeck-Frankendorf enthält alle Bodendenkmale der brandenburgischen Gemeinde Storbeck-Frankendorf und ihrer Ortsteile auf der Grundlage der Landesdenkmalliste vom 31. Dezember 2020.
Die Baudenkmale sind in der Liste der Baudenkmale in Storbeck-Frankendorf aufgeführt.
| Gemarkung          | Flur | Kurzansprache                                                  | Bodendenkmalnummer | Bemerkung | Bild |
| ------------------ | ---- | -------------------------------------------------------------- | ------------------ | --------- | ---- |
| Frankendorf (Lage) | 6    | Wüstung deutsches Mittelalter, Siedlung slawisches Mittelalter | 100149             |           |      |